# Barakaldo Club de Fútbol
Barakaldo Club de Fútbol é um clube de futebol espanhol fundado em 1917. Sua sede fica em Baracaldo, no País Basco.

## Elenco atual
Atualizado em 31 de agosto de 2015.
Legenda
- : Capitão
- : Jogador suspenso
- : Jogador lesionado

## Jogadores notáveis
- Telmo Zarra
- Manu Sarabia
- Agustín Arana
- Germán Beltrán
- Raúl García
- Guillermo Gorostiza
- Iosu Iglesias

## Estádio

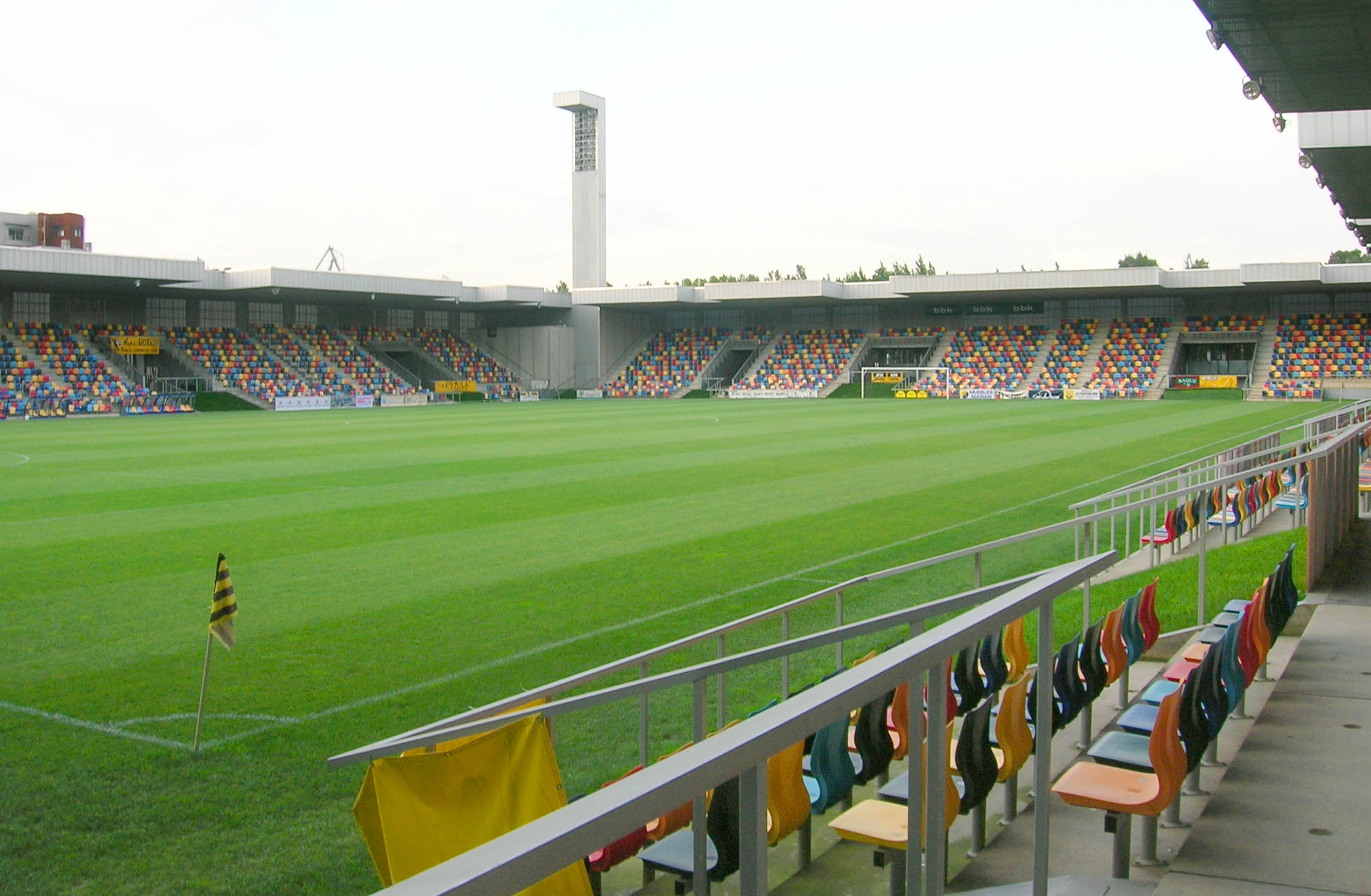
Lasesarre, o estádio do clube.

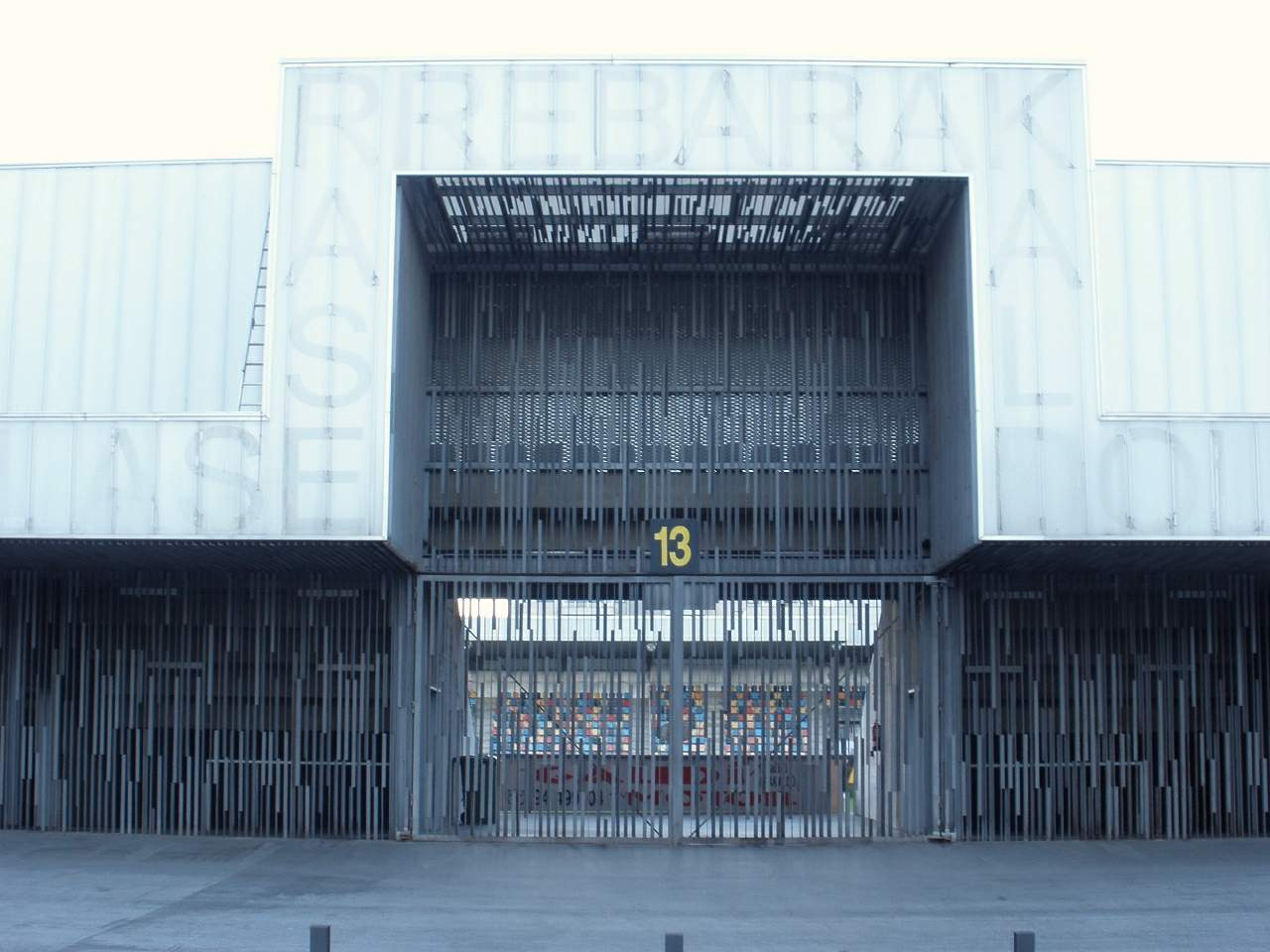
Fachada do Lasesarre.

O estádio do clube se chama Estadio de Lasesarre (também é chamado, por vezes, de Nuevo Lasesarre, mesmo sendo dito pelo clube que este não é o nome correto). Possui capacidade para 7960 pessoas sentadas. O estádio ocupa uma área de 9.260 m², se incluir as dependências do estádio. O campo possui medidas de 105x68 metros.
O estádio foi construído pela empresa espanhola No.mad, sendo Eduardo Arroyo Muñoz o arquiteto principal no processo de formação dele. O projeto começou em setembro de 1999 (as construções começaram em 2001) e o estádio ficou pronto em julho de 2003. O custo total da obra foi de €10.000.000. O estádio foi inaugurado em 30 de setembro de 2003, num amistoso contra o Athletic de Bilbao, que terminou com vitória de 3 a 2 para os bilbainos.

## Título
Campeonato Espanhol - 3ª Divisão: 1979/80, 1997/98 e 2001/02